# Riete Loos
Riete Loos est une joueuse de football belge née le 29 juin 1990 à Neerpelt (Belgique).

## Biographie
Elle a joué au FC Helson Helchteren, au Standard de Liège et au KRC Genk Ladies. En mai 2020, Riete Loos annonce la fin de sa carrière de joueuse.

## Palmarès
- Championne de Belgique (4) : 2009 - 2011 - 2012 - 2014
- Vainqueur de la Coupe de Belgique  (1) : 2014
- Finaliste de la Coupe de Belgique  (2) : 2009 - 2018
- Vainqueur de la Super Coupe de Belgique (3) : 2009 - 2011 - 2012
- Doublé Championnat de Belgique-Coupe de Belgique (1) : 2014
- Doublé Championnat de Belgique-Super Coupe de Belgique  (3) : 2009 - 2011 - 2012
- Triplé Championnat de Belgique-Super Coupe de Belgique-BeNe SuperCup (1) : 2011
- Vainqueur de la BeNe SuperCup (1) : 2011

### Bilan
- 9 titres

## Statistiques

### Ligue des Champions
- 2009-2010 : 2 matchs
- 2013-2014 : 1 match